# Witalij Djakow
Witalij Aleksandrowicz Djakow (ur. 31 stycznia 1989 w Krasnodarze) – rosyjski piłkarz grający na pozycji obrońcy.
Piłkarz m.in. Lokomotiwu Moskwa, FK Rostow i Dynama Moskwa. Obecnie w Sivasspor.